# Рачунска биологија
Рачунска биологија укључује развој и примену података аналитичких и теоријских метода, математичко моделирање и рачунарске технике симулације у проучавању биолошких, система понашања, и друштвених система. Поље је широко дефинисано и укључује основе информатике, примењене математике, анимације, статистике, биохемије, хемије, биофизике, молекуларне биологије, генетике, геномике, екологије, еволуције, анатомије, неуронауке, и визуализације.
Рачунска биологија се разликује од биолошког рачунања, које је поље информатике и рачунарског инжењерства, користи се биоинженерством и биологијом за изградњу рачунара, али је сличан биоинформатици, која је интердисциплинарна наука која користи рачунаре за чување и обраду биолошких података.

## Увод
Рачунска биологија, понекад поистовећена са биоинформатиком, је наука коришћења биолошких података за развој алгоритама и односа између различитих биолошких система. Пре појаве рачунарске биологије, биолози нису могли да имају приступ великим количинама података. Истраживачи су успели да развију аналитичке методе за тумачење биолошких информација, али нису могли да их деле брзо међу колегама.
Биоинформатика је почела да се развија раних 1970-их. Сматрало се да је то наука анализирања информатичких процеса различитих биолошких система. У овом тренутку, истраживања у вештачкој интелигенцији користе мрежне моделе људског мозга у циљу стварања нових алгоритама. Овакво коришћење биолошких података у циљу развијања других области подстакло је биолошке истраживаче да се врате на идеју о коришћењу рачунара при процени и упоређивању великих скупова података. До 1982. године, информације су се делиле међу истраживачима путем коришћења удараца картица. Количина података који се деле почела је експоненцијално да расте до краја 1980. године. То је захтевало развој нових рачунарских метода како би се могле брзо анализирати и интерпретирати релевантне информације.

Од краја 1990-их, рачунска биологија постала је важан део развоја нових технологија за области биологије. Термини рачунска биологија и еволуција рачунарства имају слично име, али их не треба мешати. За разлику од рачунске биологије, еволуционо рачунарство се не бави анализом моделирања биолошких података. Уместо тога ствара алгоритме засноване на идејама еволуције врста. Понекад се назива генетским алгоритмима, истраживања ове области могу се применити на рачунској биологији. Док еволуционо рачунарство није инхерентни део рачунске биологије, рачунска еволуциона биологија је потпоље тога.
Рачунска биологија се користи да помогне секвенцу људског генома, за креирање прецизних модела људског мозга и помаже у моделирању биолошких система.

## Потпоља

### Рачунско биомоделирање
Рачунско биомоделирање је поље које се бави изградњом рачунарских модела биолошких система. Рачунско биомоделирање има за циљ развијање и коришћење визуелне симулације у циљу процене сложености биолошких система. Ово се постиже коришћењем специјализованих алгоритама и визуелизацијом софтвера. Ови модели омогућавају предвиђање како ће систем да реагује у различитим окружењима. Ово је корисно за одређивање ако је систем робустан. Робустан биолошки систем је онај који "одржава своје стање и функције против спољашњих и унутрашњих поремећаја", што је есенцијално за биолошке системе да преживе. Рачунско биомоделирање ствара велику архиву таквих података, што омогућава анализу за више корисника. Док су садашње технике фокусиране на мале биолошке системе, истраживачи раде на приступима који ће омогућити да се анализирају и моделирају веће мреже. Већина истраживача верује да ће ово бити од суштинског значаја за развој савремених медицинских приступа у стварању нових лекова и генске терапије.

### Рачунска геномика (Рачунска генетика)
Рачунска генетика је поље у генетици које проучава геноме ћелија и организама. Често се назива рачунском и статистичком генетиком. Пројекат људског генома је један од примера рачунске геномике. Овај пројекат подразумева секвенцирање целог људског генома у низ података. Када је у потпуности имплементиран, то би могло омогућити лекарима да анализирају геном пацијената појединачно. Тиме се отвара могућност персонализоване медицине, прописивање терапије на основу већ постојећих генетских узорака појединца. Овај пројекат је створио многе сличне програме. Истраживачи су у потрази за секвенцом генома животиња, биљака, бактерија, и свих других врста живота.
Један од главних алата који се користи у поређењу генома је хомологија. Хомологија посматра исти орган преко врста и види које различите функције оне имају. Истраживања показују да се између 80 и 90% секвенци гена могу идентификовати на овај начин. У циљу откривања потенцијалних лекове из генома, поређења између генома секвенци сродне врсте и иРНК секвенце су уцртане. Ова метода није потпуно тачна. Можда ће бити потребно укључити геном примату у циљу побољшања савремене методе јединствене генске терапије.
Ово поље је још увек у развоју. Нетакнути пројекат у развоју у рачунарској генетици анализира интергенске регионе. Студије показују да око 97% људског генома састоји се од ових региона. Истраживачи у рачунарској генетици раде на разумевању функције не-кодираних региона људског генома кроз рачунарски и статистички развој метода и велику конзорцију пројеката као што су ENCODE (Енциклопедија ДНК елемената) и из мапе пута Epigenomics пројекта.

### Рачунска неуронаука
Рачунска неуронаука је проучавање функције мозга у смислу особина обраде информације о структурама које чине нервни систем. То је подскуп области неуронауке, и изгледа да анализира податке мозга да се створи практична апликација. Изгледа да моделира мозак како би се испитале специфичне врсте аспеката неуролошког система. Различити типови модела мозга укључују:
- Реални модел мозга: Ови модели изгледа да представљају сваки аспект мозга, што је детаљније могуће на ћелијском нивоу. Реални модели пружају највише информација о мозгу, али такође имају највећи простор за грешке. Више променљиве у моделу мозга стварају могућност да ће се догодити више грешака. Ови модели не чине делове ћелијске структуре за које научници не знају. Реални модели мозга су највише рачунарски тешки и најскупљи за имплементацију.[10]
- Поједностављени модели мозга: Ови модели настоје да ограниче обим модела како би се процениле одређене физичке особине неуролошког система. Ово омогућава да се интензивни рачунарски проблеми реше, и смањује се количина потенцијалних грешака из реалног модела мозга.[10]

То је дело рачунарских неуронаучника да побољшају алгоритме и структуре података који се тренутно користе за повећање брзине таквих калкулација.

### Рачунска фармакологија
Рачунска фармакологије (из перспективе рачунарске биологије) је "проучавање ефеката геномских података да пронађу везе између одређених генотипова и болести и онда прикажу податке о леку". Фармацеутска индустрија захтева промену метода за анализу података лекова. Фармацеути су могли да користе Microsoft Excel за поређење хемијских и геномских податкака који се односе на ефикасност лекова. Међутим, индустрија је достигла оно што се назива Excel барикада. Ово произилази из ограниченог броја ћелија доступних на табели. Овакав развој довео је до потребе за рачунарском фармакологијом. Научници и истраживачи развијају рачунарске методе за анализу ових великих скупова података. Ово омогућава ефикасна поређења између значајних тачака података и омогућава да се прецизније развија лек.
Аналитичари пројекта тврде да ако главни лекови пропадну због патената, рачунарска биологија ће неопходно да замени постојеће лекове на тржишту. Докторанти у рачунарској биологији се охрабрују да наставе каријеру у индустрији уместо да узму пост-докторске позиције. Ово је директан резултат великих фармацеутских компанија којима је потребно више квалификованих аналитичара великих скупова података потребних за производњу нових лекова.

### Рачунска еволуциона биологија
Рачунарска биологија је помогla поље еволуционе биологије у многим капацитетима. Ово укључује:
- Користећи ДНК податке за процену еволуционе промене врсте током времена.
- Узимајући резултате рачунарске генетике како би се проценила еволуција генетских поремећаја унутар врсте.
- Прави моделе еволутивних система како би предвидели оне врсте промена које ће се десити у будућности.[13]

Један начин представљања овог потпоља у рачунарској биологији је кроз употребу дрвећа. Дрво је структура података која раздваја чворове на основу унапред дефинисаног правила. Ово дрво, развијено од М. Р. Хезингера, В. Кинга, и Т. Варнова спроводи прелазак еволутивних информација за мање од полиномијалном времена. Ово је посебно брз начин, за разлику од неких савремених метода које трају дуже од О (n^2) времена. Ово дрвеће има сложеније апликације на питања у рачунарској еволуционој биологији.

### Канцерогена рачунска биологија
Канцерогена рачунарска биологија је област која има за циљ да одреди будуће мутације рака кроз алгоритамски приступ анализи података. Истраживања у овој области довела су до употребе мерења високог протока. Пропусна моћ високог мерења омогућава окупљање милиона тачака података коришћењем роботике и других уређаја за детекцију. Ови подаци се прикупљају из ДНК, РНК и других биолошких структура. Области фокуса укључују утврђивање карактеристика тумора, анализирајући молекуле који су детерминистички у изазивању рака, и разумевање како  се људски геном односи на узроковање тумора и рака.

## Софтвер и алати
Рачунска биологија користи широк спектар софтвера. Ово се креће од програма командне линије до графичких и веб базираних програма.

### Софтвер отвореног кода
Софтвер отвореног кода пружа платформу за развој рачунарских биолошких метода. Конкретно, отворени код значи да свако може да приступи софтверу при истраживању. ПЛОС наводи четири главна разлога за коришћење софтвера отвореног кода, укључујући:
- Репродуцибилност: Ово омогућава истраживачима да користе тачне методе које се користе за израчунавање односа између биолошких података.
- Бржи развој: програмери и истраживачи не морају поново да измисле постојећи код за мале задатке. Уместо тога, они могу да користе већ постојеће програме за уштеду времена на развоју и имплементацији већих пројеката.
- Повећан квалитет: Имајући улаз из више истраживача који проучавају исту тему то даје сигурност да грешке неће бити у коду.
- Дугорочна доступност: Програми отвореног кода нису везани за било која предузећа или патенте. Ово омогућава да се постави на више веб странице и осигура да су доступни у будућности.[16]

## Конференције
Постоји неколико великих конференција које се баве рачунарском биологијом. Неки истакнути примери су Интелигентни системи за молекуларну биологију (ИСМБ), Европска конференција о рачунарској биологији (ЕЦЦБ) и Истраживања у рачунској молекуларној биологији (РЕЦОМБ).

## Часописи
Постоје бројни часописи посвећени рачунарској биологији. Неки истакнути примери су Часопис рачунске биологије и ПЛОС рачунска биологија. Часопис ПЛОС рачунска биологија је часопис који има много запажених истраживачких пројеката у области рачунске биологије. Они пружају мишљења о софтверу, туторијале за софтвер отвореног кода, и приказују информације о предстојећим конференцијама рачунске биологије. ПЛОС рачунска биологија је часопис са отвореним приступом. Публикација се може отворено користити уколико се аутор наводи. Недавно је нови часопис са отвореним приступом Рачунска молекуларна биологија покренут.

## Сродна поља
Рачунска биологија, биоинформатика и математичка биологија су све интердисциплинарни приступи животу наука које имају порекло из квантитативних дисциплина као што су математика и информациона наука. НИХ описује рачунску/ математичку биологију као коришћење рачунарских/математичких приступа за решавање теоријских и експерименталних питања из биологије и с друге стране, биоинформатику као примену информационих наука да схвате сложене животне податке наука.
Специфично, НИХ дефинише
Док је једно поље различито, можда постоји значајно преклапање на свом интерфејсу.